# Probstmålla
Probstmålla (Chenopodium probstii) är en amarantväxtart som beskrevs av Paul Aellen. Probstmålla ingår i släktet ogräsmållor, och familjen amarantväxter. Arten förekommer tillfälligt i Sverige, men reproducerar sig inte.